# Паланка (Бакеу)
Паланка (рум. Palanca) — село у повіті Бакеу в Румунії. Адміністративний центр комуни Паланка.
Село розташоване на відстані 232 км на північ від Бухареста, 59 км на захід від Бакеу, 130 км на південний захід від Ясс, 105 км на північний схід від Брашова.

## Населення
За даними перепису населення 2002 року у селі проживали 896 осіб, з них 895 осіб (99,9%) румунів. Рідною мовою 895 осіб (99,9%) назвали румунську.